# Mosteiro de São Pantaleão

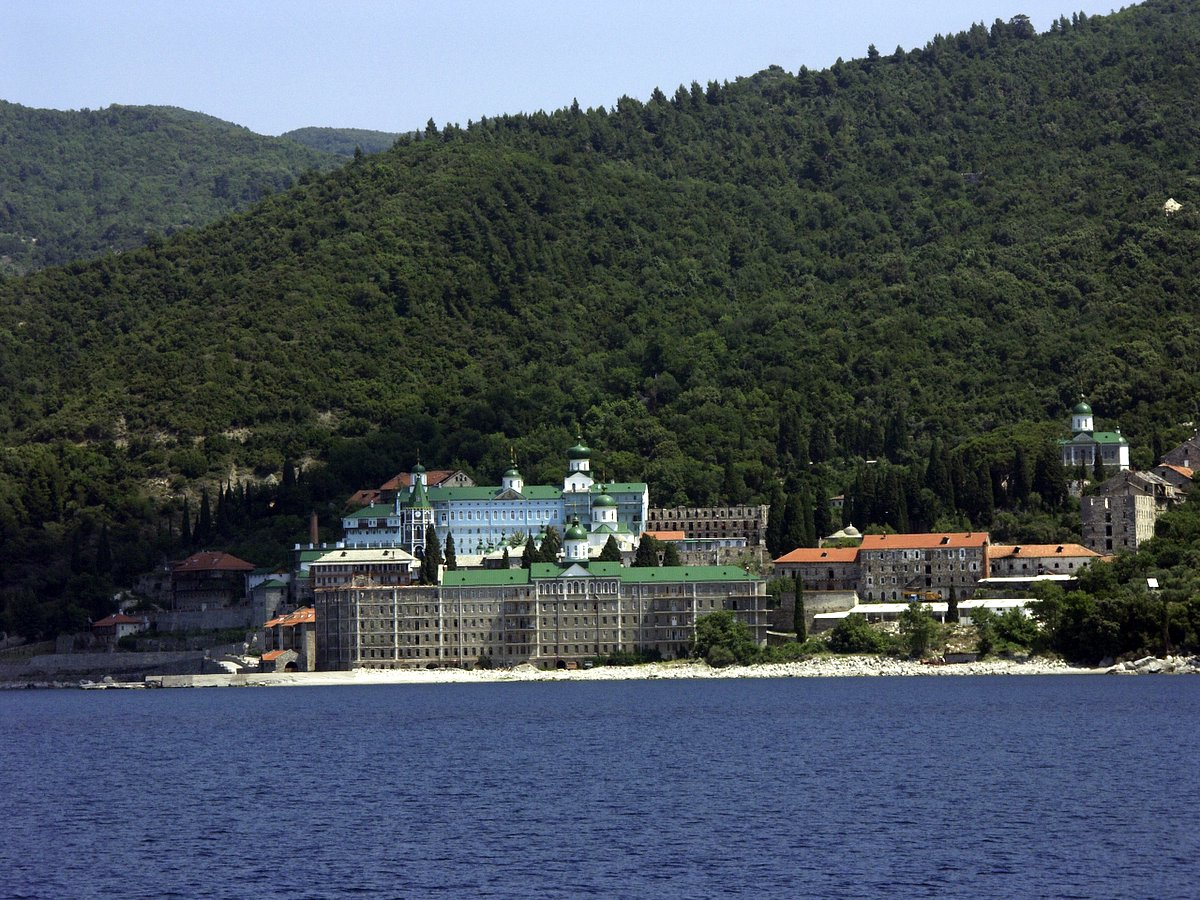

O Mosteiro de São Panteleimonos é um mosteiro localizado no Monte Atos, Grécia.